# 刘村站 (中国铁路)
刘村站是一个侯西铁路上的铁路车站，位于山西省运城市新绛县刘村镇，建于1985年，曾为四等站，邮政编码为043100，2013年撤销。本站停用前客运：办理旅客乘降；行李、包裹托运；货运：办理整车货物发到。